# Большаков, Борис Алексеевич
Борис Алексеевич Большаков (26 сентября 1910, Архангельск — 27 августа 1950, Тула) — советский спортсмен-велосипедист и конькобежец, заслуженный мастер спорта СССР (1947).

## Биография

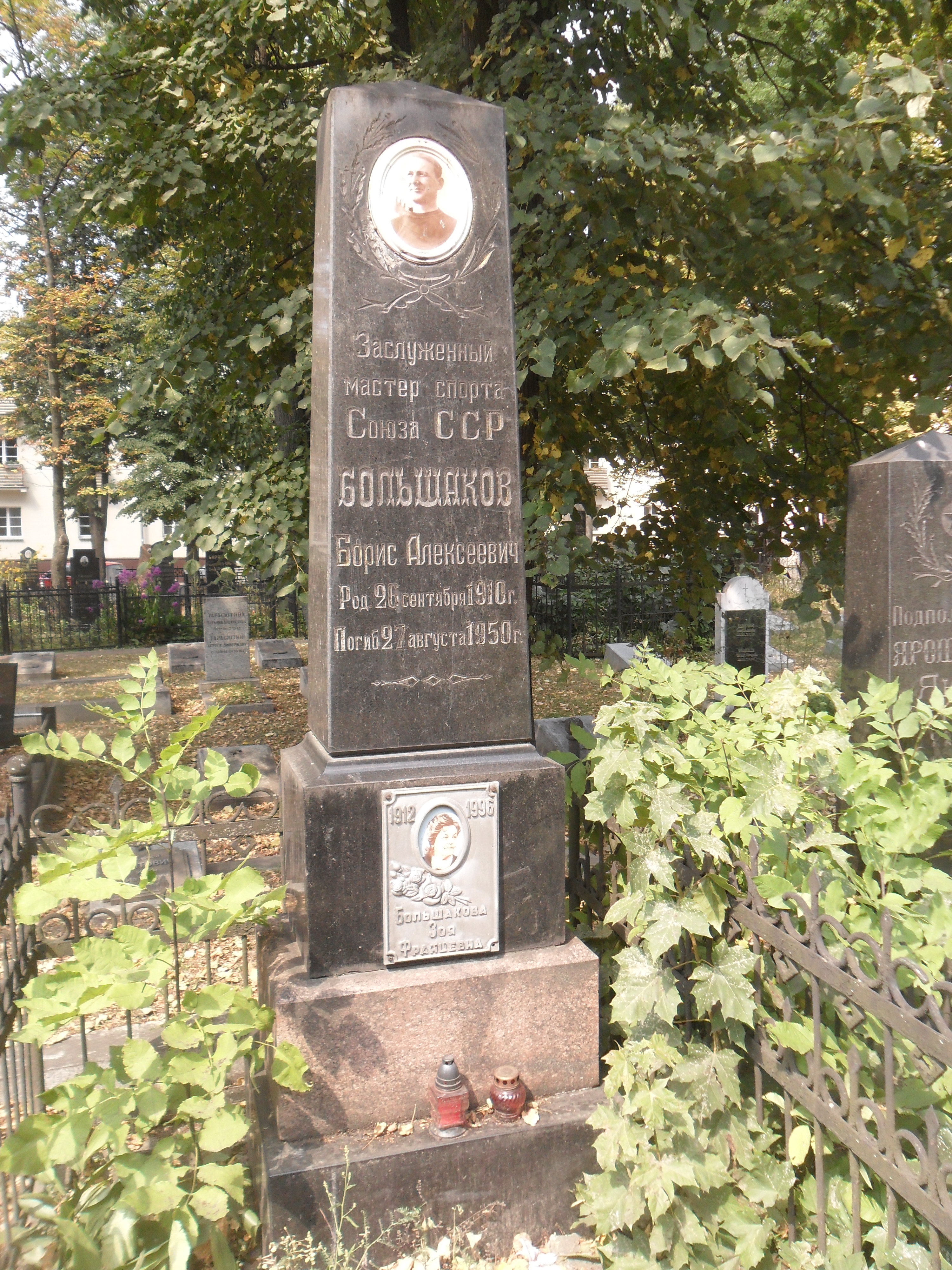
Могила Большакова на Военном кладбище Минска

Родился 26 сентября 1910 года в Архангельске, в 1932—1936 годах служил в РККА. С 1933 года выступал на соревнованиях Белорусской ССР по конькобежному спорту, неоднократно становился их чемпионом. Чемпион 1-й белорусской многодневной шоссейной гонки на 1200 километров (1937).
В 1941 году стал чемпионом СССР по конькобежному спорту на дистанции 500 метров. Участвовал в боях Великой Отечественной войны, был шофёром штаба 3-й ударной армии, 257-й стрелковой дивизии. После её окончания вернулся к спортивной карьере, был тренером Минского областного совета ФСТ «Динамо». В 1947 году стал чемпионом СССР одновременно по велосипедному (на дистанции 150 километров) и конькобежному (на дистанции 500 метров) видам спорта. В 1948 году стал чемпионом СССР по конькобежному спорту на дистанции 1500 метров, а в 1949 году — по велосипедному спорту в спринтерском многоборье на треке.
За спортивные достижения награжден орденом «Знак Почета» (30.12.1948).
Погиб 27 августа 1950 года на проходивших в Туле международных соревнованиях в парной групповой гонке на велотреке. Похоронен на Военном кладбище Минска.
Жена — велосипедистка и конькобежка Зоя Большакова, сын — Юрий.
Проводившаяся в советские годы ежегодная однодневная велосипедная гонка по маршруту Минск — Борисов — Минск с 1951 года, а позднее и по настоящее время гонка, проходящая в окрестностях г. Минска, носит название «приз им. ЗМС Б. Большакова».